# Декомунизација у Србији
Декомунизација у Србији је формално-правно почела у процесу разбијања СФР Југославије 1990. године након одржаног референдума и усвајања новог Устава Србије у Скупштини СР Србије 28. септембра 1990. Овим Уставом избачен је из имена Републике Србије префикс „социјалистичка“, а покрајини Косово враћен је стари назив Косово и Метохија. Након тога је дејуре промењено друштвено-политичко уређење Србије која постоје вишестраначка капиталистичка држава унутар постојеће СФР Југославије.
Процес декомунизације у Србији који се манифестује кроз лустрацију, судску рехабилитацију, реституцију имовине и отварање тајних досијеа никад није у потпуности реализован. Јер је неокомунистичка Социјалистичка партија Србије преузела власт 1990. године у Србији и себе самопрогласила за правно-имовинског наследника Савеза комуниста Србије и Социјалистичког савеза радног народа Србије, она се представљала у јавности као политичка партија која је задржала континуитет са предходним титоистичким режимом.
Државни симболи и обележја Србије из периода владавине комунистичког режима су задржани знатно дуже од других бивших социјалистичких држава застава СР Србије била је у употреби до 1992. године, док је грб СР Србије дејуре био у употреби до 2009. године.
Први симболични потез декомунизације у Србији био је 1997. године након избора за градоначелника Београда Зорана Ђинђића скидањем петокраке са Скупштине града Београда (Стари двор).
2019. године Покрет обнове Краљевине Србије захтевао је уклањање грба СР Србије који се налази изнад улазних врата на згради Председништва Србије (Нови двор). Наведени захтев никад није реализован нити је грб уклоњен.
2024. године председник Привременог органа Града Београда Александар Шапић и високи функционер Српске напредне странке покренуо је неуспелу иницијативу за измештање Куће цвећа са Дедиња како је навео то би представљало „симболични покушај коначног раскида са комунистичким наслеђем и режимом који је нанео много зла српском народу“. Претходни неуспели покушај измештања Јосипа Броза Тита из Куће цвећа био је 1991. када су присталице Српског четничког покрета предвођени председником покрета Војиславом Шешељом са глоговим колцем испред Куће цвећа захтевали да Тито „највећи србомрзац“ буде пресељен са Дедиња.
У Србији није законом забрањено деловање комунистичких партија и организација, организовање комунистичких манифестација и употреба комунистичких симбола због тоталитарног карактера бољшевичко-социјалистичке идеологије као у одређеним државама света. Тренутно у Србији не постоји ниједна регистрована политичка странка са комунистичким називом, али постоје политички субјекти у шта спадају политичке странке, политичке организације, политички покрети, политичка удружења грађана и политичке групе грађана који себе декларишу као комунистички.

## Повезaнo
- декомунизација
- забрана комунистичких симбола
- мaкapтизам
- aнтикoмунизaм
- лycтpизaм
- тoтaлитapизaм
- кoнзepвaтивизaм